# Vladimir Petrovič Filatov
Vladimir Petrovič Filatov (in russo Владимир Петрович Филaтoв?, in ucraino Володимир Петрович Філатов?, Volodymyr Petrovyč Filatov; Romodanovskij rajon, 27 febbraio 1875, 15 febbraio del calendario giuliano – Odessa, 30 ottobre 1956) è stato un medico sovietico.

## Biografia
È stato il più insigne oftalmologo e chirurgo ucraino. Fu il nipote di Nil Filatov, pediatra russo.
La sua più grande scoperta fu l'introduzione di un nuovo metodo di terapia per i tessuti danneggiati dell'occhio, in particolare la cornea. Filatov fu in grado di dimostrare che lo stesso principio aveva possibilità di utilizzo in ogni altro campo medico, poiché i tessuti di ogni organo sono in grado di rigenerarsi partendo da materiale sano.
Curiosamente, il suo primo esperimento in tal senso gli fu suggerito dall'intuito che aveva sviluppato nel suo hobby preferito, il giardinaggio.
L'insieme delle sue scoperte si riassume nella sua frase:
«Tutto il tessuto vivo, tagliato dal proprio supporto e mantenuto in condizioni di difficile sopravvivenza, creerà delle sostanze che renderanno possibile al tessuto di sopravvivere».
Oggi a Odessa esiste un istituto per la cura dei tessuti che porta il suo nome, e dipende direttamente dall'Accademia Ucraina delle Scienze.